# Tillandsia adpressiflora
Tillandsia adpressiflora là một loài thuộc chi Tillandsia. Đây là loài bản địa của Bolivia, Venezuela và Ecuador.